# 브와디스와프 3세
브와디스와프 3세 또는 바르나의 브와디스와프 3세(폴란드어: Władysław III Warneńczyk 브와디스와프 3세 바르넨치크[*], 리투아니아어: Vladislovas III 블라디슬로바스 3세, 1424년 10월 31일 폴란드 크라쿠프 ~ 1444년 11월 10일 불가리아 바르나)는 폴란드의 국왕(재위: 1434년 ~ 1444년)이자 헝가리와 크로아티아의 국왕(재위: 1440년 ~ 1444년)이다. 야기에우워 왕조 출신이며 헝가리와 크로아티아의 국왕 울라슬로 1세(헝가리어: I. Ulászló, 슬로바키아어: Vladislav I. 블라디슬라프 1세, 크로아티아어: Vladislav I. Jagelović 블라디슬라브 1세 야겔로비치)에 해당한다.

## 왕의 명칭
- 왕의 명칭(라틴어): Wladislaus Dei gracia Polonie, Hungarie, Dalmacie, Croacie etc. rex necnon terrarum Cracouie, Sandomirie, Syradie, Lancicie, Cuyauie, Lithuanie princeps supremus, Pomeranie, Russieque dominus et heres etc.
- 폴란드어: Władysław, z Bożej łaski Król Polski, Węgier, Dalmacji, Chorwacji, ziemi krakowskiej, sandomierskiej, sieradzkiej, łęczyckiej, kujawskiej, Wielki Książę Litewski, pan i dziedzic Pomorza i Rusi
- 헝가리어: Ulászló, Isten kegyelméből Lengyelország, Magyarország, Dalmácia és Horvátország, valamint Krakkó, Sandomierz, Sieradz, Łęczyca, Kuyavia vidékének királya, Litvánia nagyhercege, Pomeránia és Ruténia ura és örököse.
- 리투아니아어: Vladislovas, Dievo valia karalius Lenkijos ir žemių Krokuvos, Sandomiro, Sieradžo, Lenčycos, Kujavijos, Lietuvos didysis kunigaikštis, Pomeranijos ir Rusios valdovas ir paveldėtojas, etc.
- 영어: Vladislaus by God's grace king of Poland, Hungary, Dalmatia, Croatia, and lands of Kraków, Sandomierz, Sieradz, Łęczyca, Kuyavia, Supreme Prince of Lithuania, lord and heir of Pomerania and Ruthenia
- 번역: 신의 은총을 받은 폴란드, 헝가리, 달마티아, 크로아티아의 왕이자 크라쿠프, 산도미에슈, 셰라츠, 리지카, 쿠야비아의 땅, 리투아니아의 대공이자 포메라니아와 루테니아의 군주이자 상속자 블라디슬라우스.

## 생애

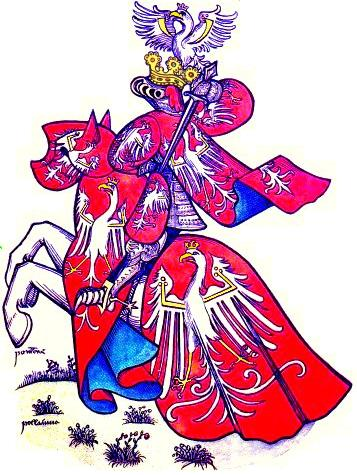
브와디스와프 3세 치세기간인 약 1435년경에 만들어진 "폴란드 왕"에서 토너먼트 장갑. Armorial equestre de la Toison d'Or 미니어쳐.

브와디스와프는 브와디스와프 2세와 조피아 홀샨스카(Zofia Holszańska) 사이에서 장남으로 태어났을 때 피아스트 왕조의 피를 이은 배다른 누이 야드비가(Jadwiga)와 그녀와 약혼한 브란덴부르크 선제후 프리드리히(Friedrich of Brandenburg)에게 왕위계승의 우선권이 있다고 주장하는 반대세력이 있었다. 하지만 야드비가의 죽음으로 인해 반대파의 구상은 실현되지 않았고, 아버지 브와디스와프 2세와 폴란드의 마그나트(magnates;대귀족)들 사이에서 장자 브와디스와프에게 왕위를 계승하게 한다는 합의가 이루어지기까지, 어릴적 왕위를 물려받는 브와디스와프와 야심만만한 어머니 조피아에 대해 상당한 반발이 있었다. 10살 때 즉위한 국왕은 추기경 즈비그니에프 올레시니츠키(Zbigniew Cardinal Oleśnicki)를 우두머리로 한 궁정의 고문단의 보좌를 받았다.
브와디스와프의 치세는 시작부터 곤란한 상황에 처해 있었다. 대관식에는 반대파의 슐라흐타 중 한 명인 스피트코 츠 멜슈틴(Spytko of Melsztyn)에 의한 방해를 받았고, 다음날 수도 크라쿠프에서 벌어진 전통으로 내려온 민중에 의한 새로운 왕의 환호 시간에는 마조프세(Mazovia)의 성속 제후들이 장소를 차지하려고 서로 데려온 종자들을 다투게 했기 때문에 무효화되었다. 또한 성장한 국왕이 국사에 관한 발언에서도 사실상의 <섭정>인 올레시니츠키 추기경은 이를 무시하고, 이 사태는 1438년 표트르코프(Piotrków)에서 소집된 세임에서 <국왕이 14살이 되었기 때문에 친정을 시작한다>라는 선언이 나온 뒤에도 변하지 않았다.
1440년 브와디스와프는 헝가리 국왕으로 옹립되었으나, 이것을 받아들이는 것은 많은 문제가 있었다. 당시 헝가리는 오스만 제국의 위협을 받고 있었기에 헝가리와의 동군연합에는 폴란드 귀족들의 반대가 예상되었다. 거기에 선왕인 합스부르크 왕가의 신성로마제국 알브레히트 2세의 미망인 엘리자베트는 임신중이어서 태어나는 아이가 장래 헝가리 왕위를 이을 것이라고 생각했다.
이런 곤란한 상황임에도 불구하고, 브와디스와프는 헝가리 왕위를 물려받기로 결정하고 엘리자베트 지지파와 2년에 걸친 내전을 벌여 승리했다. 브와디스와프는 교황 에우제니오 2세로부터 많은 원조를 받았고, 그 은혜를 갚기 위해 투르크인에 대한 십자군을 조직할 것을 맹세했다. 18살의 국왕은 야기에우워 왕조와 폴란드내의 문제는 완전히 등한시하고, 십자군에 대한 정열에 불타올랐다.

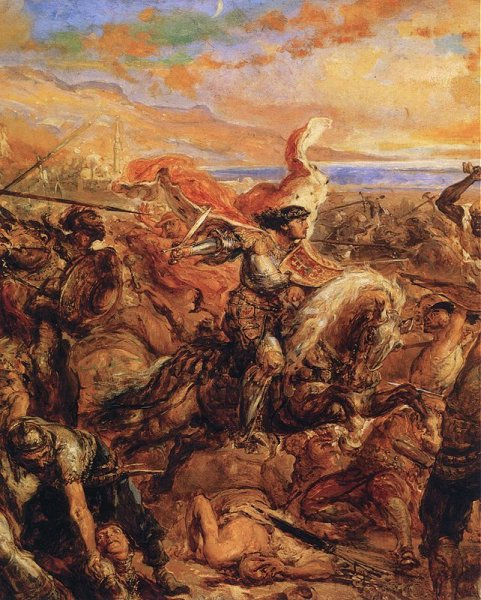
바르나 전투의 브와디스와프 3세. 얀 마데지코의 미완성 그림.

"크리스트교 세계의 옹호자"(bulwark of Christianity)를 시작으로 한 여러 칭호가 신에 대한 십자군의 전승기원을 축복하는 것과 더불어, 교황특사 줄리아노 체자리니(Giuliano Cesarini)에 의해 브와디스와프에게로 보내졌다. 다만 이 사절은 브와디스와프에게 이후 2년에 걸친 오스만 제국에 대한 십자군 원정을 약속받으려는 목적이 있었다.
오라데아(Oradea)에서 1443년에 맺어진 10년의 휴전조약에 대해서, 이교도는 신용하지 않고, 전투를 계속하겠다는 주장을 국왕은 받아 들였다.
오스만 제국측은 압도적인 군사적 우위에 있었으나, 브와디스와프는 오스만 제국이 유럽 전역에 영향을 미칠 힘을 가지고 있다는 것을 인식하지 못했다. 그로 인해 1444년 11월 10일 바르나 전투가 그의 최후의 전투가 될 것이라는 것은 예상하지 못했고 결국 브와디스와프는 술탄의 직속 친위대 예니체리의 돌격을 받고 전사했다.
이 전투에서 브와디스와프 3세는 1410년 그룬발트 전투에서 아버지 브와디스와프 2세에게 패배했던 독일 기사단 총장 율리히 폰 운긴겐과 똑같은 과오를 범했다.
브와디스와프 3세는 미혼이기에 자식도 없는 채로 죽었다(얀 두고시(Jan Długosz)의 연대기 기술에서는 그가 동성애자였던 것이 아닐까라는 설도 있다). 헝가리 왕위는 예전 라이벌이었던 엘리자베트(이미 죽었다)의 아들 라슬로 5세(Ladislaus Posthumus)가 어린 나이에 계승했고, 폴란드 왕위는 3년간의 공위 기간을 거쳐 동생 카지미에시 4세가 계승했다.
카지미에시 4세는 1454년 라슬로의 누이 엘리자베트와 결혼했고, 그들의 손자 중 한 명인 러요시 2세도 1526년 모하치 전투에서 종조부 브와디스와프 3세와 같은 운명을 맞이하게 되었다.

## 전설

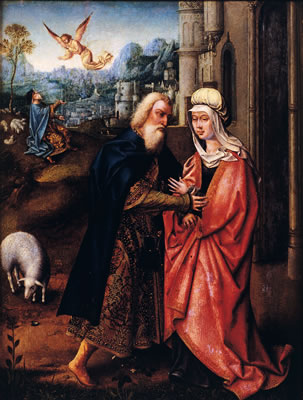
성. 요아킴과 성 안나가 금문에서 만나다 뒷 배경에 브와디스와프의 모습이 그려져 있다.

포르투갈의 전설에 의하면, 브와디스와프는 바르나 전투에서 살아남아 오랜 여행을 거쳐 마데이라 섬에서 성스러운 왕국을 건국했다. 아폰소 5세는 그에게 마데이라 제도의 카보 기라오(Cabo Girão)를 하사하고, 죽을 때까지 영지로써 보증했다. 브와디스와프는 "알레망의 엔리케"(Henrique Alemão; 독일인 하인리히)의 이름으로 알려졌고, 아폰소 5세가 중매인이 되어 아네스란 귀족의 딸)과 결혼해 2명의 아이를 가졌다. 또한 알렉산드리아의 카타리나(Saint Catharine of Mount Sinai)의 동반기사(O Cavaleiro de Santa Catarina)가 되어, 1471년 막달레나 드 마르에 카타리나(Madalena do Mar)와 막달라 마리아(Saint Mary Magdalene)가 봉해진 교회를 건립했다고 한다. 이 교회는 아드라시오 데 마키코(da Adoração de Machico)의 공방에서 제작된 성 요아킴(São Joaquim)과 성 안나(Saint Anne)의 금문의 만남을 주제로한 회화(16세기초)를 묘사했는데, 뒷 배경에 브와디스외프의 모습이 등장한다.

## 갤러리

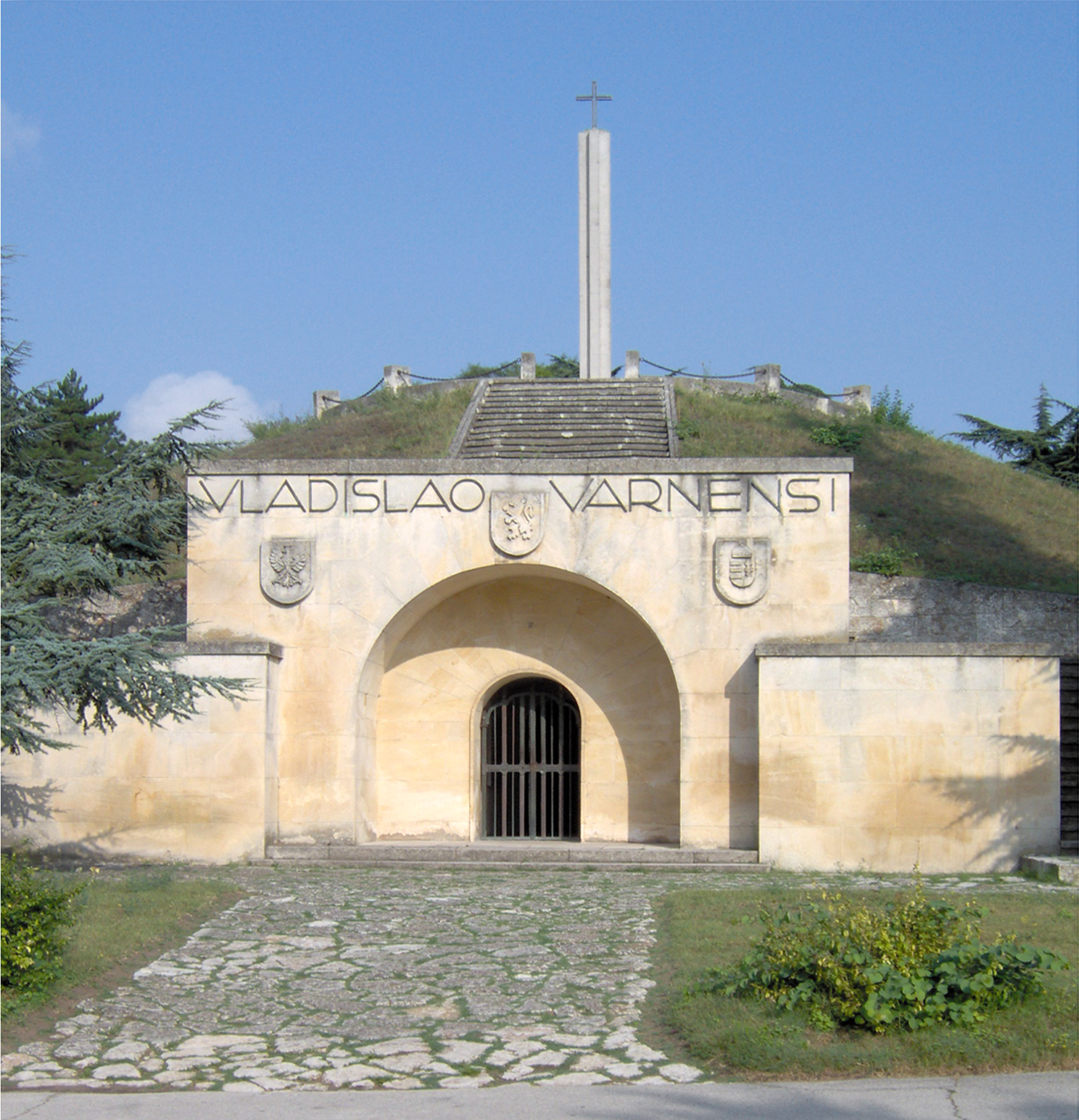
바르나의 브와디스와프 3세의 상징적인 영묘. 고대 트라키아식 토묘.
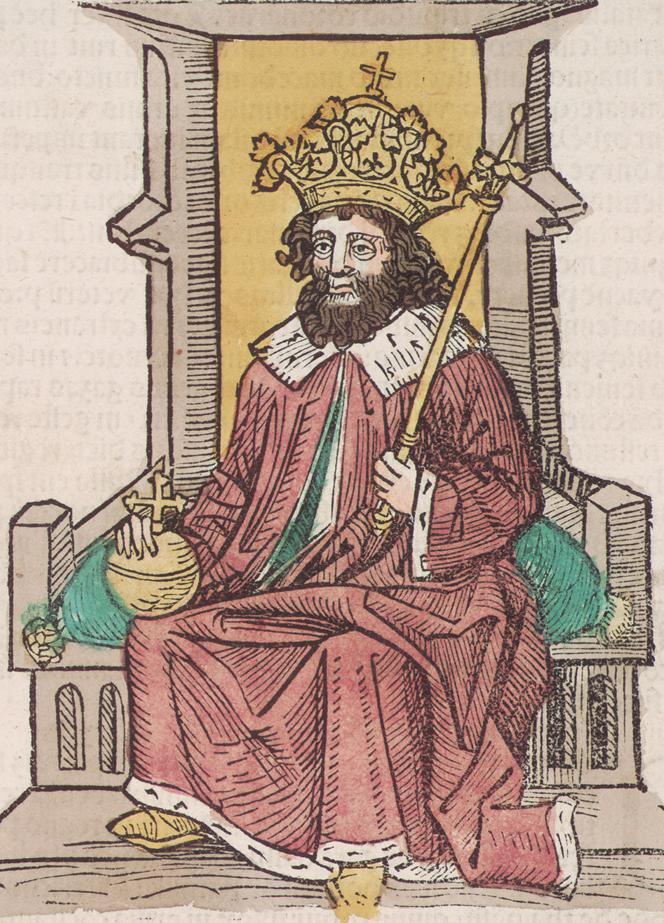
'Thuróczi János'의 인물 상상화 Chronica Hungarorum. 브와디스와프 3세는 20살의 젊은 나이에 죽었기에 늙은 모습은 상상하여 그렸다.

## 참조
1. 1 2 3  São Joaquim e Santa Ana, Museu de Arte Sacra do Funchal.
2. ↑  Rei de Portugal, D. Afonso V, foi o seu padrinho de casamento - A Lenda... Henrique Alemão ou Ladislau III
3. ↑  Henrique Alemão- Ladislau III da Polónia
Lenda ou História?
4. ↑  Diocese do Funchal 보관됨 2011-10-02 - 웨이백 머신, Igreja Santa Maria Madalena em Madalena do Mar.

## 같이 보기
- 폴란드의 역사 (1385년-1569년)